# Ohene Kennedy
Ohene Kennedy est un footballeur international ghanéen né le 28 avril 1973. Il évoluait au poste d'attaquant.

## Biographie

### En club
Ohene Kennedy commence sa carrière aux Mysterious Dwarfs lors de la saison 1992-1993. Il joue ensuite en faveur du club saoudien de l'Al Nasr Riyad. Avec cette équipe, il termine meilleur buteur du championnat d'Arabie saoudite lors de la saison 1995-1996, avec un total de 14 buts. Il remporte par ailleurs avec Al-Nasr deux titres de champion et atteint la finale de la Ligue des champions de l'AFC (alors appelée Coupe d'Asie des clubs champions) en 1995.
En 1997, Ohene Kennedy rejoint le club turc d'Ankaragücü. Il reste 5 saisons dans ce club, disputant 106 matchs en championnat et marquant 38 buts. Il joue ensuite une saison à Adanaspor, avant de terminer sa carrière au Bangladesh, au Dhanmondi Club.

### En équipe nationale
Ohene Kennedy participe avec l'équipe du Ghana aux Jeux olympiques d'été de 1996. Lors de cette compétition, il dispute un match face à la Corée du Sud. Le Ghana atteint les quarts de finale de la compétition en se faisant éliminer par le Brésil.
Ohene Kennedy participe ensuite avec l'équipe du Ghana à la Coupe d'Afrique des nations 2000. Avec la sélection ghanéenne, il se fait battre par l'équipe d'Afrique du Sud, une nouvelle fois au stade des quarts de finale.

### Reconversion
Après sa carrière de joueur, Ohene Kennedy se retire en Angleterre, à Croydon, dans la banlieue sud de Londres. Il travaille pour une société de transports appelée Dynamic Parcel Distribution (DPD).

## Palmarès
Avec Al Nasr Riyad
- Finaliste de la Coupe d'Asie des clubs champions en 1995
- Vainqueur de la Coupe du golfe des clubs champions en 1996 et 1997
- Champion d'Arabie saoudite en 1994 et 1995
- Finaliste de la Coupe Crown Prince d'Arabie saoudite en 1996

Avec les Mysterious Dwarfs
- Finaliste de la Coupe du Ghana en 1993